# MG 7
La MG 7 est une berline sport de taille moyenne construite par le constructeur automobile britannique MG Motor, dérivée de ses prédécesseurs, Rover 75 et MG ZT. La production a commencé en mars 2007. Le MG7 a reçu les éloges du magazine automobile britannique Auto Express , qui l'a testé en mai 2008, bien qu'il n'ait pas été officiellement vendu en Europe. 
La MG7 est disponible en deux variantes, la première qui ressemble au MG ZT MK1 avec deux feux avant, et la seconde qui ressemble au Rover 75 V8. Une version à empattement long , appelée MG7L , présente la calandre du Rover 75 V8. 
La MG7 était disponible en deux niveaux de finition: «Classic» qui dispose d'une calandre à lattes et «Sport» avec une calandre en maille. Le look du MG7 a très peu changé par rapport au ZT et au 75; les seules différences notables sont  les feux arrière à LED et les nouvelles jantes en alliage. La voiture dispose également de nouveaux systèmes audio et de chauffage, ainsi que d'un nouveau système de toit ouvrant.
Il y avait deux options de moteur, le 1.8T et le 2.5 V6, tous deux des moteurs Rover K-Series révisés appelés N-Series, avec des joints de culasse plus solides, tous deux conformes aux strictes réglementations d'émissions Euro IV . Des modifications du système électrique ont été apportées pour améliorer le système d'allumage du moteur et également pour prendre en charge la gamme plus large d'équipements, qui comprend des lecteurs DVD montés sur l'appuie-tête avant pour les passagers arrière et une caméra de recul. 
L'une des plus grandes améliorations est le remplacement de certaines fonctionnalités, qui ont été arrachées sous le Project Drive de Rover . Il s'agit notamment de l'isolation du capot, des poignées latérales du conducteur et de l'ensemble bruit, vibrations et dureté qui réduit considérablement le bruit de la route, du moteur et du vent dans l'habitacle. Tous les modèles reçoivent désormais des coussins gonflables pour la tête ITS .

## Critiques
La réaction de la presse fut très positive. Le MG7 a reçu les éloges du magazine automobile britannique Auto Express , qui l'a testé en mai 2008, bien qu'il n'ait pas été officiellement vendu au Royaume-Uni.

## Modèles
MG 7 et MG 7L
- 1,8L Turbo N série
- 2,5L NV6 V6